# 厚黑学
《厚黑學》，為李宗吾于1917年所著书籍，他在书中阐述臉皮要厚而无形，心要黑而无色，這樣才能成為“英雄豪傑”，寓针砭于嘲讽。

## 評論
書中列舉了曹操、劉備、孫權、司馬懿、項羽、劉邦等人物為例，試圖證實其理論。闡述當中各人之臉皮厚薄與心地黑白影響他們的成敗。许倬云认为李宗吾的厚黑学是：“燃犀烛隐，揭了黑森林中的勾当而已。”雖然厚黑學原本是李宗吾以嘲諷手法提出的戲謔性學說，卻意外引發熱烈迴響，也使李宗吾成為厚黑學宗師。厚黑學從某個角度而言，反映了人性黑暗自私的一面，然而也反映了人們的處世之道。这些著作八十年代又成为台湾、香港及日本的畅销书。作者以强烈的使命感和敏锐的洞察力，对社会的政治黑暗和官场腐败予以深刻揭露和严厉抨击。后来他提出“用厚黑以图谋一己私利，越厚黑越失败；用厚黑以图谋众人之公利，越厚黑越成功”的观点。

## 版本
《厚黑學》最早的版本僅含三卷：上卷《厚黑學》、中卷《厚黑經》、下卷《厚黑傳習錄》。之後李氏又陸續補充了《求官六字真言》、《做官六字真言》、《辦事二妙法》等，在印行第四版後又增加了《心理與力學》。今日出版的《厚黑學》版本，則大多將李氏有關厚黑學的文章全部收錄，並含有李氏友人所作之作者生平。

## 衍生作品
- 朱津寧著《新厚黑學》
- 陳破空著《中南海厚黑學：中共不能說的秘密》
- 陳云根著《特朗普厚黑學》